# Cowboys from Hell
Cowboys from Hell је пети студијски албум америчког хеви метал састава Пантера, објављен 24. јула 1990. године. Издавачка кућа је Atlantic Records. 
Албум је први комерцијални успех Пантере, па се сматра званичним дебијем тог састава.

## Листа песама
1. „“ - 4:06
2. „“ - 2:13
3. „“ - 5:19
4. „“ - 4:45
5. „“ - 7:03
6. „“ - 5:02
7. „“ - 3:21
8. „“ - 5:15
9. „“ - 5:15
10. „“ - 5:09
11. „“ - 5:47
12. „“ - 4:16